# ALV Kronspur
Der Amateur Langlaufverein Kronspur, ein 1985 gegründeter italienischer Langlaufverein aus Bruneck (Reischach), Südtirol, zählt zu den bedeutendsten Langlaufvereinen Südtirols. In der jährlichen nationalen Jugendwertung belegt der Verein immer die vorderen Plätze.
Ziel des Vereins ist die sportliche Förderung Kinder und Jugendlicher sowie die regelmäßige Teilnahme an zonalen sowie nationalen Rennen. Dabei werden die jungen Athleten von erfahrenen Trainern ausgebildet (z. B. Othmar Pider, ehemaliger Langläufer der Polizeisportgruppe „Fiamme Oro“, mit Spitzenplätzen auf nationaler und internationaler Ebene).
Jedes Jahr werden mehrere Athleten des Vereins in den Südtiroler Langlauf-Landeskader berufen. Dietmar Nöckler hat 2007 den Sprung in die italienische Juniorennationalmannschaft geschafft.
Roland Clara, seit 2004 Mitglied der A-Nationalmannschaft, Gewinner der Europacup-Gesamtwertung 2004/05, qualifizierte sich auch für die Olympischen Winterspiele in Turin 2006.